# Vladimir Aceti
Vladimir Aceti (né le 16 octobre 1998 à Petrozavodsk) est un athlète italien spécialiste du 400 m.

## Biographie
Il fait partie du club Atletica Vis Nova de Giussano.
Le 27 mai 2017, il porte à Oordegem son record personnel à 46 s 30, deuxième meilleur temps pour un junior italien.
Le 2 juillet 2017, il termine deuxième des championnats nationaux à Trieste en 46 s 40.
Le 22 juillet 2017, il bat le record national junior, en courant sous les 46 s, pour remporter le titre lors des championnats d'Europe à Grosseto, à la fois sur la course individuelle et sur le relais 4 x 400 m.

## Palmarès
| Date | Compétition           | Lieu   | Résultat | Epreuve   | Temps         |
| ---- | --------------------- | ------ | -------- | --------- | ------------- |
| 2019 | Championnats du monde | Doha   | 6e       | 4 × 400 m | 3 min 2 s 78  |
| 2021 | Jeux olympiques       | Tokyo  | 7e       | 4 × 400 m | 2 min 58 s 81 |
| 2022 | Championnats d'Europe | Munich | 8e       | 4 × 400 m | 3 min 3 s 04  |
| 2024 | Championnats d'Europe | Rome   | 2e       | 4 x 400 m | 3 min 00 s 81 |
| 2024 | Jeux olympiques       | Paris  | 7e       | 4 × 400 m | 2 min 59 s 72 |

## Records
| Épreuve | Performance | Lieu              | Date         |
| ------- | ----------- | ----------------- | ------------ |
| 400 m   | 45 s 51     | La Chaux-de-Fonds | 14 août 2021 |